# Kokutai-ji
Kokutai-ji (国泰寺, lit. "Templo da Paz Nacional"), originalmente Tosho-ji (东松寺), é um dos quatorze ramos autónomos da escola Rinzai do Zen do Japão. Foi fundada em 1300 pelo monge Jiun Myoi em Toyama, Japão. Em 1327, o Imperador Go-Daigo deu ao templo o nome de Kokkutai-ji, após Jiun Myoi o homenagear com o nome honorífico Seisen Zenji (清泉禅师).